# Meuroer Graben
Der Meuroer Graben (niedersorbisch Kśinica, der Kiesbach) ist ein alter Quellbach und früherer Stakweg der Pößnitz und Wolschinka. Sein Quellgebiet befindet sich südlich der Ortschaft Freienhufen und nordöstlich der Ortschaft Drochow in der Niederlausitz. Sein heutiger Mündungsbereich in die Pößnitz befindet sich südlich der Ortschaft Meuro. Wegen der Braunkohlenförderung wurden einige Quellläufe ausgetrocknet und andere vom Tagebau Meuro und der Grube Ilse erfasst. Heutzutage ist der Meuroer Graben weitgehend kanalisiert, der Braunkohlenbergbau führte zu einer starken Eisenhydroxid-Konzentration, sein Wasser ist ockerbraun gefärbt und in seinem Flussbett lagert sich der Eisenhydroxidschlamm ab. Mit der Flutung des Großräschener Sees und konkreten Sanierungsmaßnahmen wird der Meuroer Graben und die Pößnitz in der Zukunft wieder an Qualität gewinnen können.